# Myrsine africana
Myrsine africana är en viveväxtart som beskrevs av Carl von Linné. Myrsine africana ingår i släktet Myrsine och familjen viveväxter. Inga underarter finns listade i Catalogue of Life.

## Bildgalleri

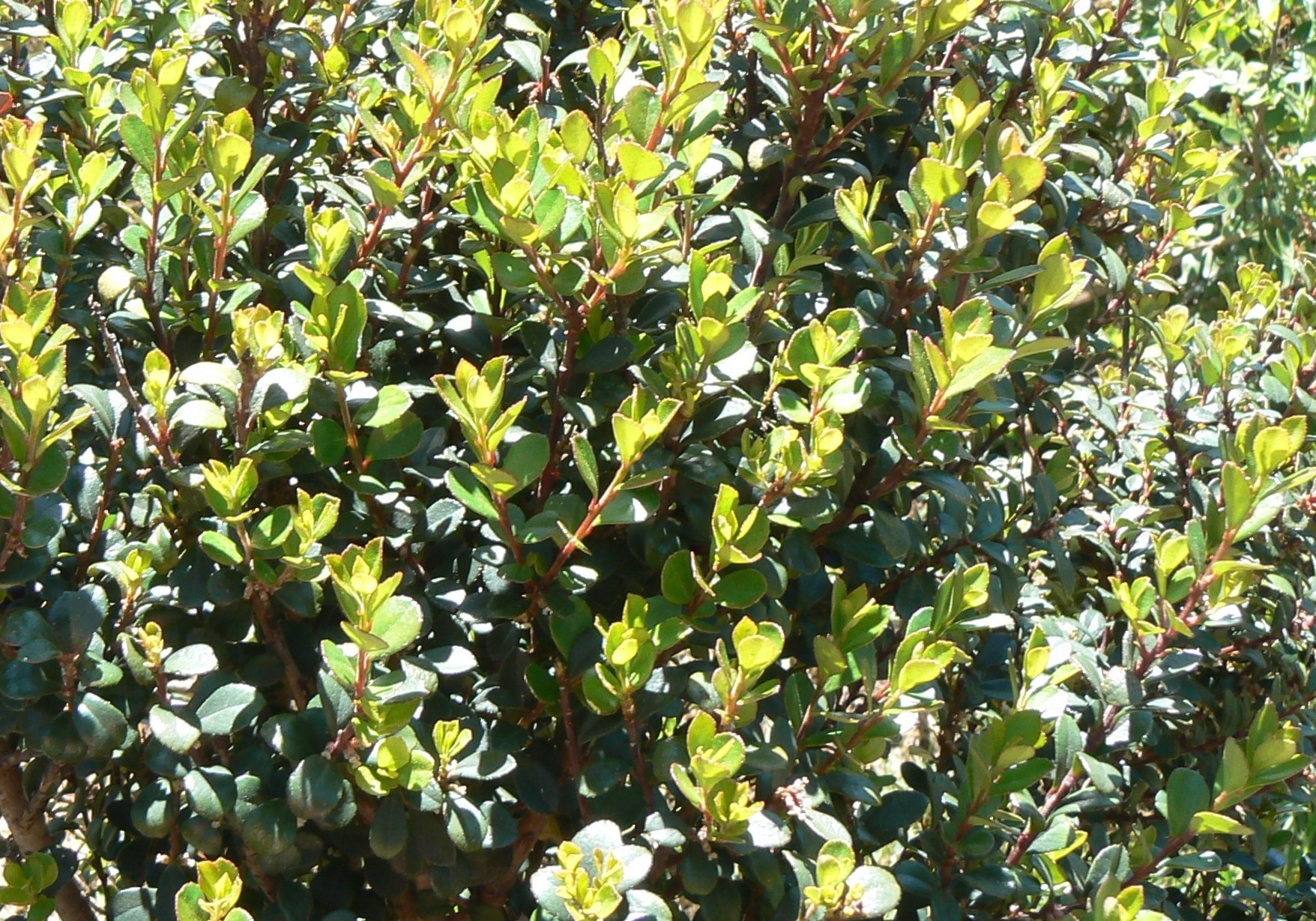
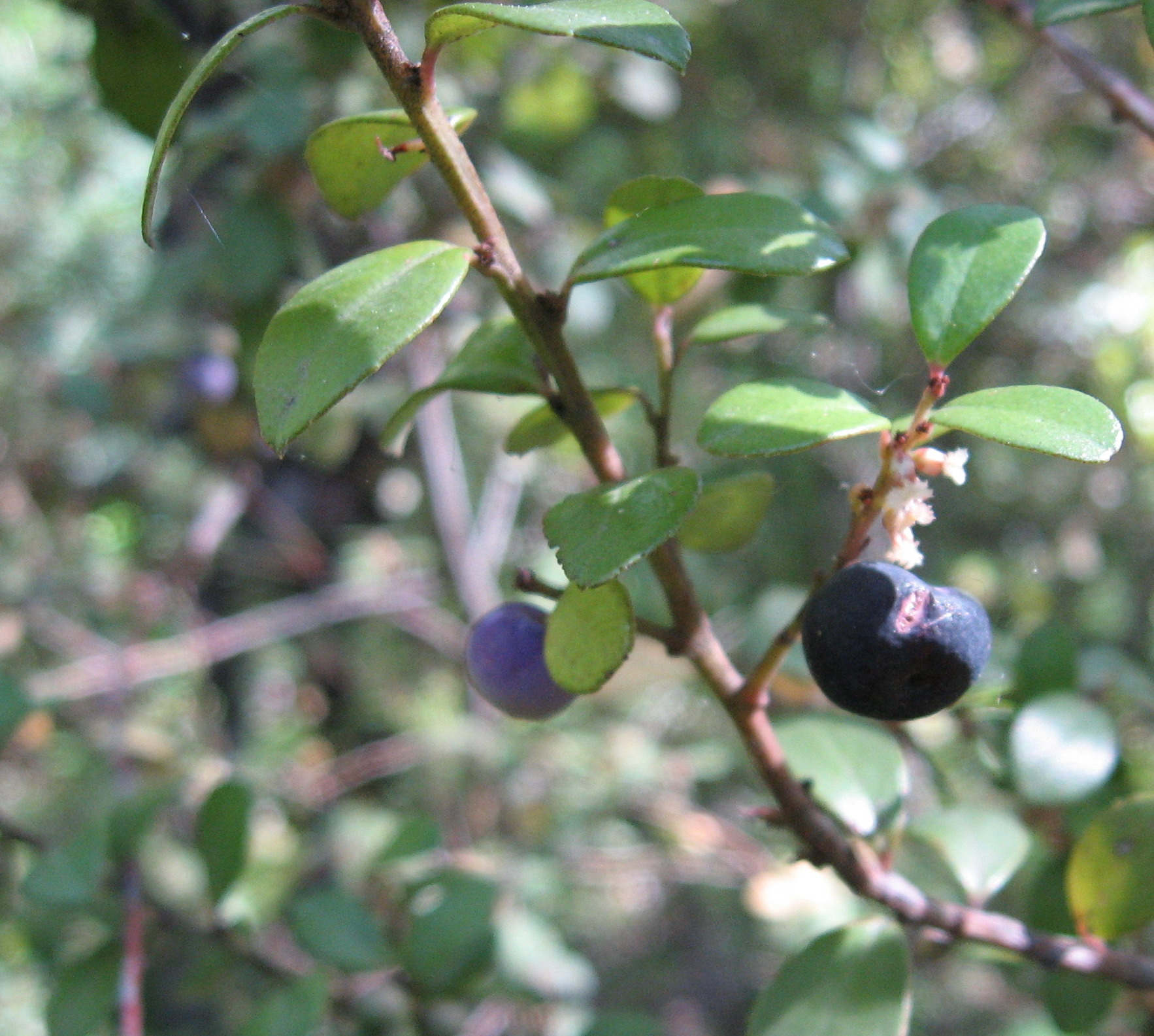
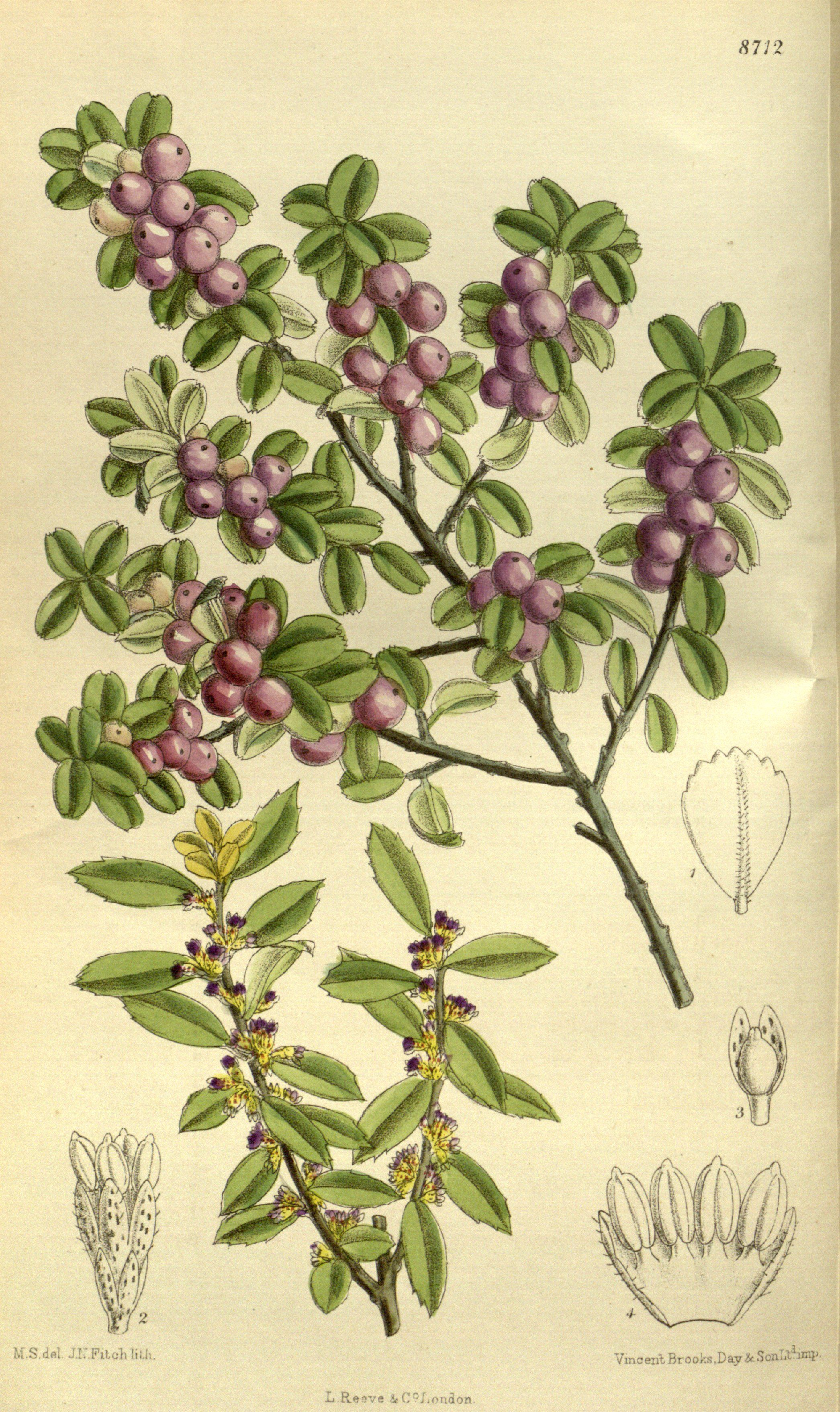